# Chuyết Chính Viên
Chuyết Chính viên (tiếng Trung: 拙政园; bính âm: Zhuōzhèng yuán; Phương ngữ Tô Châu: phát âm tiếng Ngô: [tsoʔ tsen ɦyø]) là một khu vườn cổ điển nằm ở Tô Châu, Trung Quốc. Nó là một phần của Di sản thế giới Tô Châu Viên Lâm đồng thời là một trong số những vườn nổi Tô Châu nổi tiếng nhất. Nó nằm tại số 178 phố Đông Bắc, quận Cô Tô. Với diện tích 78 mẫu (5,2 hecta; 13 mẫu Anh) nó là khu vườn lớn nhất Tô Châu và được một số người coi là khu vườn đẹp nhất miền Nam Trung Quốc.

## Lịch sử
Nó lần đầu tiên được xây dựng vào thời Thiệu Hưng (1131-1162) triều đại Nam Tống. Sau đó nó thay đổi chủ sở hữu, bị sửa đổi liên tục hoặc phá hủy. Đây là khu vườn và nơi ở của Lục Quy Mông, một học giả thời nhà Đường.
Đến năm 1510, Vương Hiến Thần là sứ thần và nhà thơ triều đại nhà Minh đã tạo ra một khu vườn trên đống đổ nát của khu vườn cũ đã bị cháy trong cuộc chinh phục của nhà Minh. Năm 1513, ông cáo quan về quê nhà ở Tô Châu nhân ngày mất của phụ thân ông. Trải qua một cuộc sống trốn quan trường sóng gió, ông cuối cùng đã từ bỏ chức phán quan Vĩnh Gia, Chiết Giang để bắt đầu công việc tạo ra một khu vườn cho riêng mình. Khu vườn thể hiện con mắt thẩm mỹ đầy tinh tế của ông và đã nhận được sự quan tâm sát sao từ nghệ sĩ nổi tiếng gốc Tô Châu, đồng thời là người bạn của ông Văn Chinh Minh. Khu vườn đã được đặt tên vào khoảng năm 1517 sau một câu thơ của học giả nổi tiếng của triều đại nhà Tấn là Phan Nhạc. Khu vườn phải mất đến 16 năm tức là đến năm 1526 mới hoàn thành. Văn Chinh Minh đã viết một bài luận và vẽ phong cảnh của khu vườn bao gồm 31 bức tranh và bài thơ vào năm 1533.
Đáng tiếc là sau đó con trai của Vương Hiến Thần đã để mất khu vườn vì để trả nợ cờ bạc và nó đã được đổi chủ nhiều lần kể từ đó. Đến năm 1631, Vương Tâm Nhất mua lại phần phía đông của khu vườn. Ông đã bổ sung nhiều sửa đổi trong bốn năm tiếp theo, hoàn thành công việc vào năm 1635 và đặt tên là "Quy Điền viên cư" lấy cảm hứng từ tác phẩm Quy khứ lai hề từ của Đào Tiềm. Kể từ đó phần phía đông bị tách ra khỏi Chuyết Chính Viên. Năm 1653, học giả Trần Chi Lấn mua lại Chuyết Chính Viên tuy nhiên đến năm 1662 thì bị tịch thu dưới thời Khang Hy. Nó sau đó trở thành tư dinh của đại tướng quân Tô Châu và đạo hành quán. Đến năm 1664, nó được trả lại cho Trần Chi Lấn.
Năm 1738, khu vườn được tỉnh trưởng Giang Tô mua lại. Năm 1860, nó trở thành nơi ở của Lý Tú Thành, một tướng quân của Thái Bình Thiên Quốc, và nó đã được tu sửa lại, và diện mạo hiện tại của khu vườn được cho là kế thừa từ thời kỳ này. Năm 1949, cả ba phần của khu vườn đã được chính phủ Trung Quốc sáp nhập lại và sau đó mở cửa cho công chúng tham quan, sau đó được trùng tu vào năm 1952. Năm 1997, khu vườn là một phần của Di sản thế giới Tô Châu Viên Lâm được UNESCO công nhận. Tào Tuyết Cần được cho là sống thời niên thiếu ở Chuyết Chính Viên.